# Duch nad grobem
Duch nad grobem (metoda) – metoda pracy mającej na celu profesjonalne pomaganie klientom wymagającym wsparcia pomocy społecznej, pracownika socjalnego i innych służb. Metoda projekcyjna podczas której przedstawia się klientowi instrukcję, w sposób wyraźny, spokojny i opanowany - by zrozumiał ją wyraźnie. 
Można przedstawić instrukcję następująco: Przypuśćmy, że za 20, 30 lat odbędzie się Twój pogrzeb. Twój duch unosi się nad grobem i widzi zebranych żałobników - opisz proszę, kto tam jest? Kto najbardziej rozpacza? Co mówili ludzie na/po Twoim pogrzebie? Jakie inne rozwiązania, niż Twoja śmierć, zebrani proponowaliby w kwestii rozwiązania Twoich problemów?.